# Musculus levator labii superioris alaeque nasi
Der Musculus levator labii superioris alaeque nasi („Heber der Oberlippe und des Nasenflügels“) ist ein zarter Hautmuskel der Nase und Oberlippe, der zur mimischen Muskulatur gehört. Er entspringt am Stirnfortsatz Processus frontalis des Oberkiefers und setzt in der Haut seitlich des Nasenflügels und der Oberlippe an.
Der M. labii superioris alaeque nasi zieht die Oberlippe nach oben und erweitert das gleichseitige Nasenloch und ermöglicht damit beim Menschen das „Zähnefletschen“.